# Fjällig spegelduva
Fjällig spegelduva (Phaps chalcoptera) är en fågel i familjen duvor inom ordningen duvfåglar.

## Utbredning och systematik
Fågeln förekommer i Australien och på Tasmanien. Den behandlas som monotypisk, det vill säga att den inte delas in i några underarter.

## Status
IUCN kategoriserar arten som livskraftig.

## Bilder

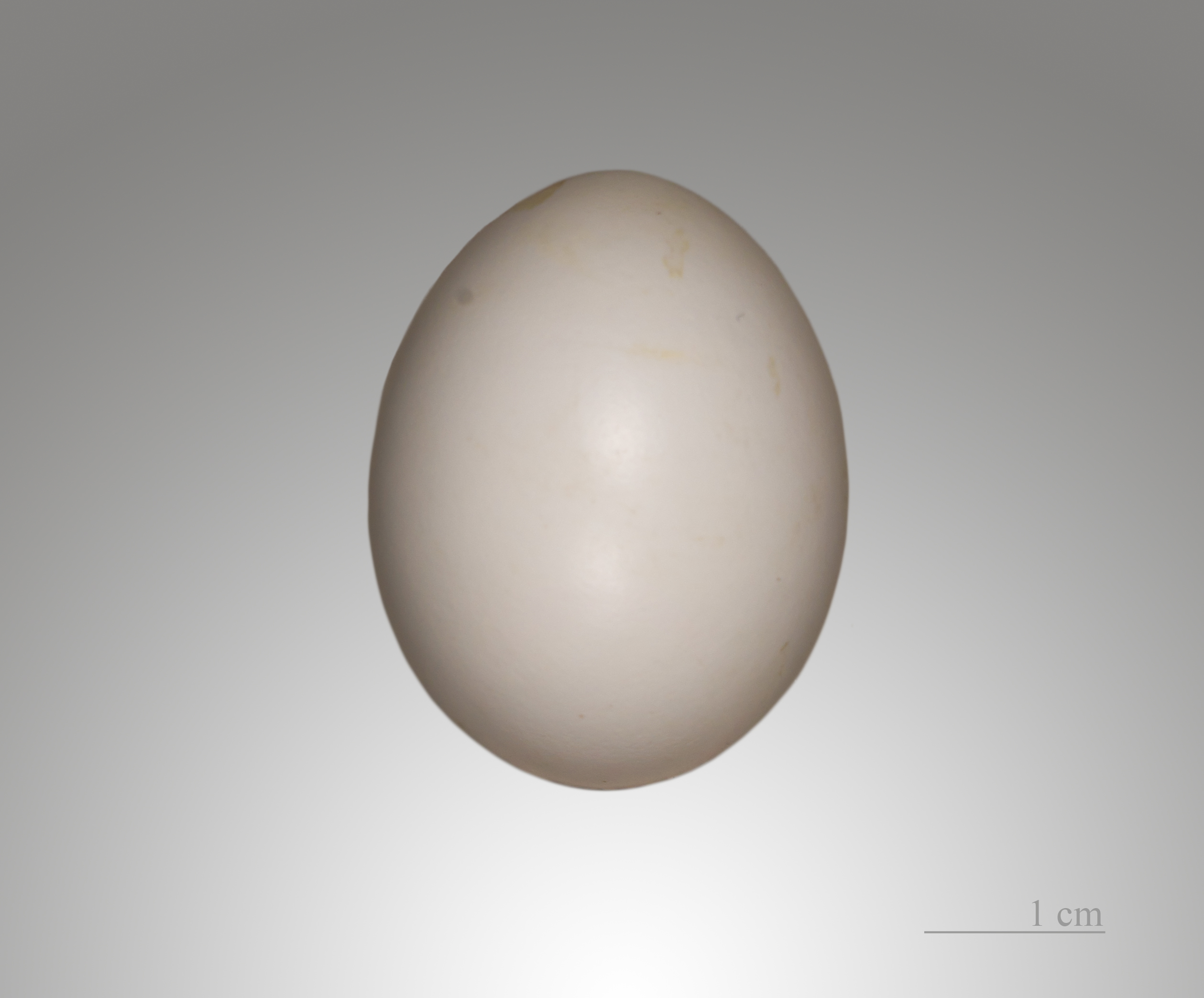
Ägget
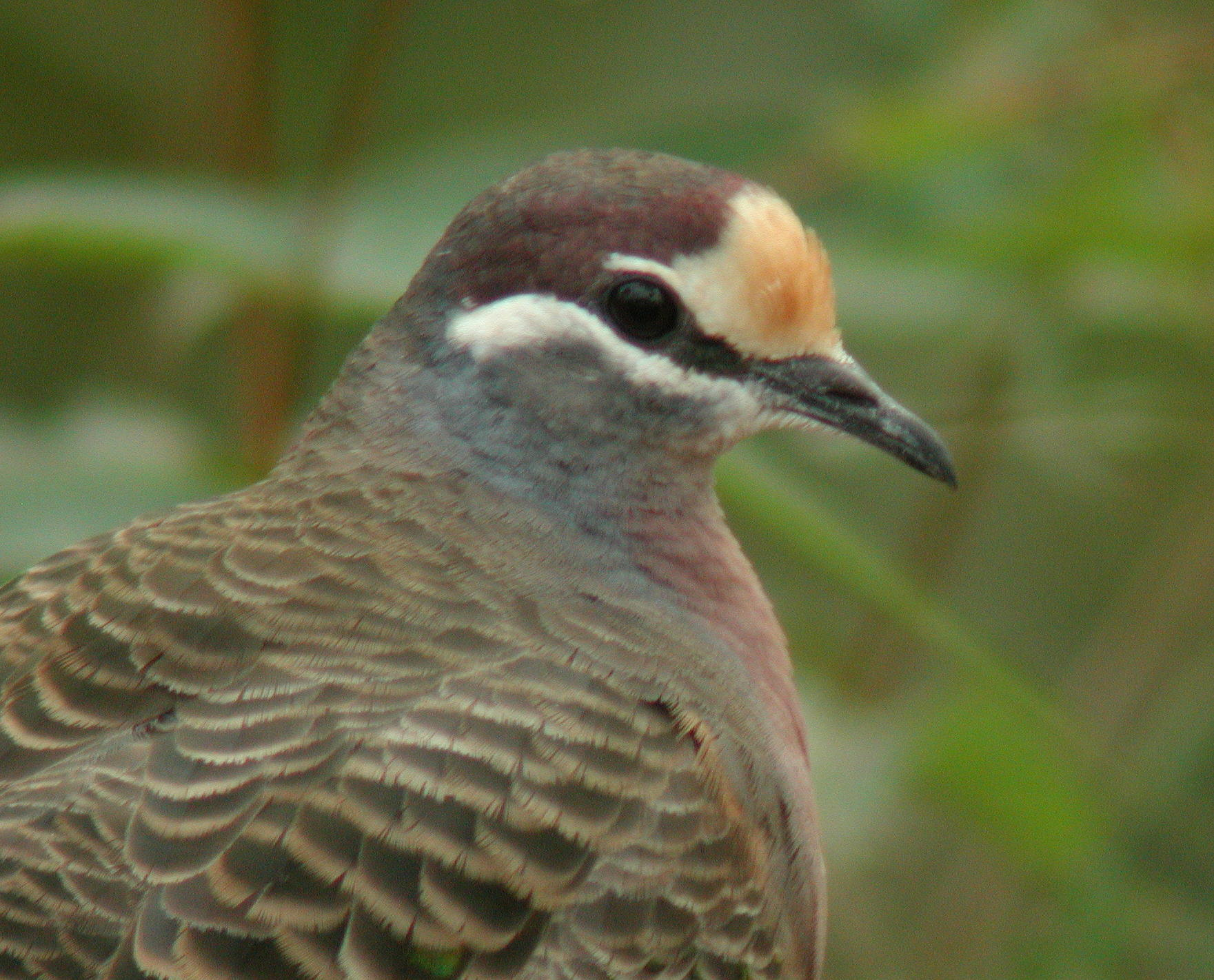
Närbild på huvudet
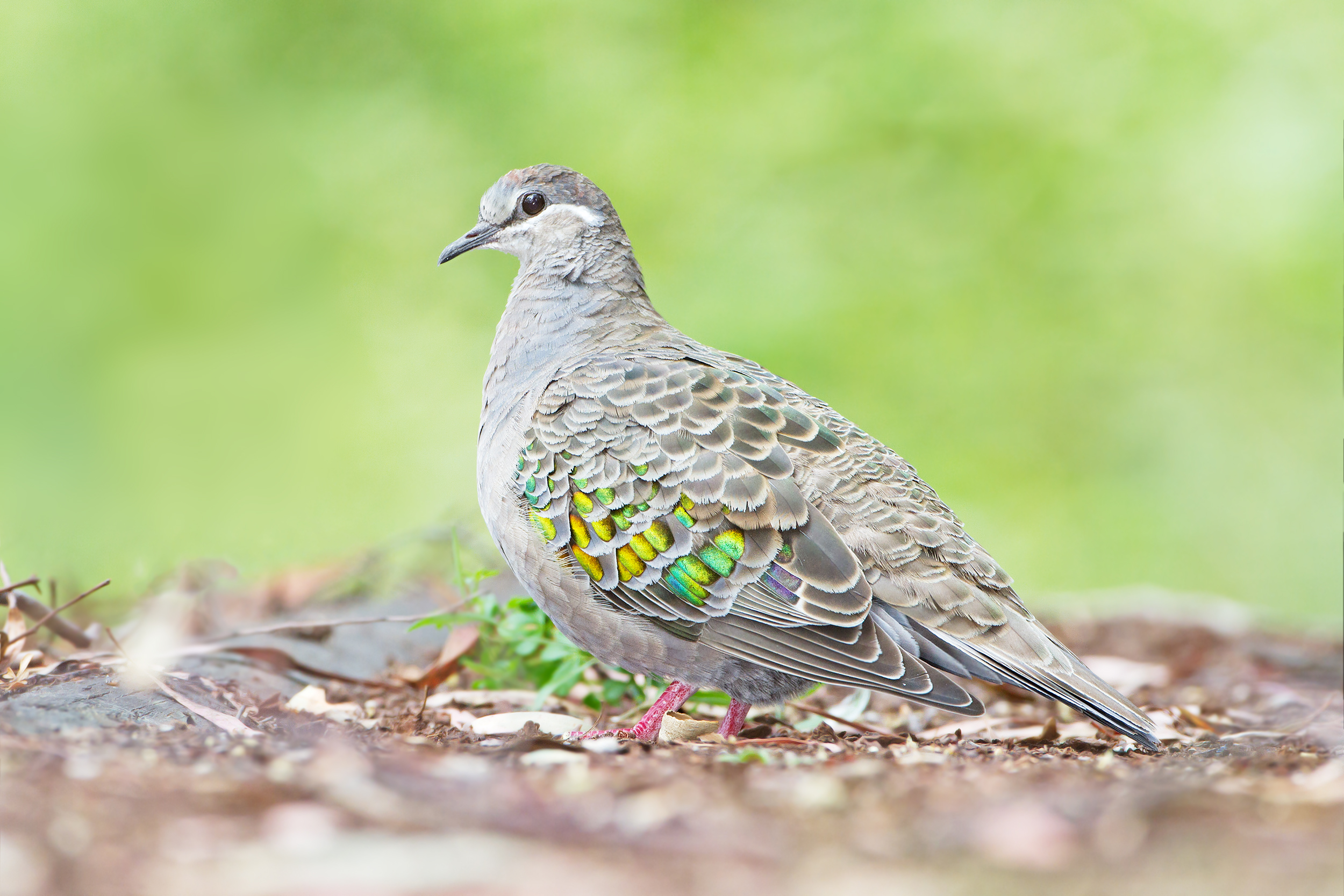
En hona